# 朱鹏
朱鹏（1968年3月—），男，汉族，湖北郧西人，中华人民共和国政治人物，全日制研究生学历，工学硕士，中共党员，曾任天津市人民政府副市长、党组成员。现任中国电子科技集团有限公司总经理。

## 生平
朱鹏在中国电子及其控股的上市企业中国软件任职多年，此后曾任运城市人民政府市长、山西省工业和信息化厅厅长、山西省人民政府秘书长等职务。2022年3月30日，朱鹏跨省履新，出任天津市人民政府副市长。2024年8月，转任中国电子科技集团有限公司董事、总经理、党组副书记。